# Polysexualité

Drapeau de la polysexualité.

La polysexualité désigne l'attirance pour de multiples genres ou sexes. 
Le terme est « utilisé par les personnes qui considèrent que le terme « bisexuel » matérialise la dichotomie des genres qui souligne la distinction entre hétérosexualité et homosexualité, impliquant que la bisexualité n'est rien de plus qu'une combinaison hybride de ces dichotomies de genre et de sexe. » Cependant, certaines personnes dans la communauté bisexuelle[Qui ?] et certaines recherches académiques contestent cette conception de la bisexualité comme étant limitée à l'attraction envers deux genres, indiquant qu'elle comporte plus de nuances,.

## Champ et aspects culturels
La polysexualité se distingue du polyamour, qui est le désir d'être impliqué intimement avec plus d'une personne à la fois, ou de la pansexualité, qui est l'attirance pour tous genres et sexes. La polysexualité englobe de nombreuses formes de sexualités, mais pas forcément toutes.
La polysexualité est un terme d'identification propre qui est en un sens amorphe, dans la mesure où une large variété de personnes différentes utilisent ce terme pour se définir. L'identité polysexuelle est en lien avec l'identité du genre et est utilisée par certaines personnes qui se définissent hors du spectre binaire du genre. Les personnes qui se désignent comme polysexuelles peuvent être attirées par des personnes transgenre, de troisième genre, berdache, genderqueer, et les personnes intersexuées. Cependant, la polysexualité n'implique pas nécessairement une attirance exclusive envers des genres/sexes non binaires, bien que cela puisse être le cas. Les personnes qui se définissent comme polysexuelles peuvent toujours être attirées par l'un ou les deux genres/sexes binaires.
Le lien entre religion et sexualité varie largement d'un système de croyance à l'autre, certains prohibant le comportement polysexuel (comme c'est le cas de la plupart des religions monothéistes) et d'autres l'incorporant dans leurs pratiques.

## Sources
- (en) Cet article est partiellement ou en totalité issu de l’article de Wikipédia en anglais intitulé « Polysexuality » (voir la liste des auteurs).